# Pilot (сингл 50 Cent)
«Pilot» — третій сингл американського репера 50 Cent з його п'ятого студійного альбому Animal Ambition, виданий 25 березня 2014 р.

## Відеокліп
Прем'єра: 25 березня 2014. Режисер: Ейф Рівера.

## Чартові позиції
| Чарт (2014)                                      | Найвища позиція |
| ------------------------------------------------ | --------------- |
| Велика Британія (UK R&B Chart)                   | 20              |
| Велика Британія (Official Charts Company)        | 95              |
| Німеччина (Deutsche Black Charts)                | 31              |
| США (Bubbling Under Hot 100 Singles) (Billboard) | 19              |
| США (Hot R&B/Hip-Hop Songs) (Billboard)          | 32              |
| США (Rap Songs) (Billboard)                      | 20              |